# スコープ・ステートメント
スコープ・ステートメント (英: scope statements) またはスコープ記述書は、プロジェクトの成果物を詳述し、主な目的を説明する。スコープ・ステートメントは、実装するプロジェクトの種類と組織の性質に応じて、さまざまな形式をとる。目標には、プロジェクトの測定可能な成功基準を含める必要がある。

## 概要
スコープ・ステートメントは、作業範囲記述書 (SOW)を作成する前に記述し、プロジェクトの成果物となる製品の内容を非常に広い意味で把握する必要がある。たとえば、「ソフトウェアの注文を把握、追跡するためのソフトウェアベースのシステムの開発」など。スコープ・ステートメントには、製品を使用するユーザーのリストと、実装する製品の機能内容も含める必要がある。 

## 内容
スコープ・ステートメントには、最低次のものが含まれている必要がある。
- プロジェクト憲章
- プロジェクトの所有者、エグゼクティブスポンサー、および利害関係者
- 課題の説明
- プロジェクトの目標と目的
- プロジェクトの要件
- プロジェクトの成果物
- プロジェクトの目標ではないもの（範囲外のもの）
- マイルストーン
- コスト見積もり

よりプロジェクト指向の組織では、スコープ・ステートメントに以下も含めることがある。
- プロジェクトスコープ管理計画
- 承認された変更要求
- プロジェクトの仮定とリスク
- プロジェクトの受け入れ基準

プロジェクトマネジメント協会（PMI）は、スコープ・ステートメントに以下のものを含めるよう定義している。これらは先ほどスコープ・ステートメントに最低限含めるべきものとしたものの一部である。
- プロジェクトスコープの説明
- 主要な成果物
- 仮定
- 制約